# Mesotype impunctata
Mesotype impunctata là một loài bướm đêm trong họ Geometridae.